# Großblättrige Weide
Die Großblättrige Weide (Salix appendiculata), auch Gebirgs-Weide oder Schlucht-Weide genannt, ist eine Pflanzenart aus der Gattung der Weiden (Salix). Man findet sie in Frankreich, Italien, Mittel- und Osteuropa und auf der Balkanhalbinsel.

## Beschreibung

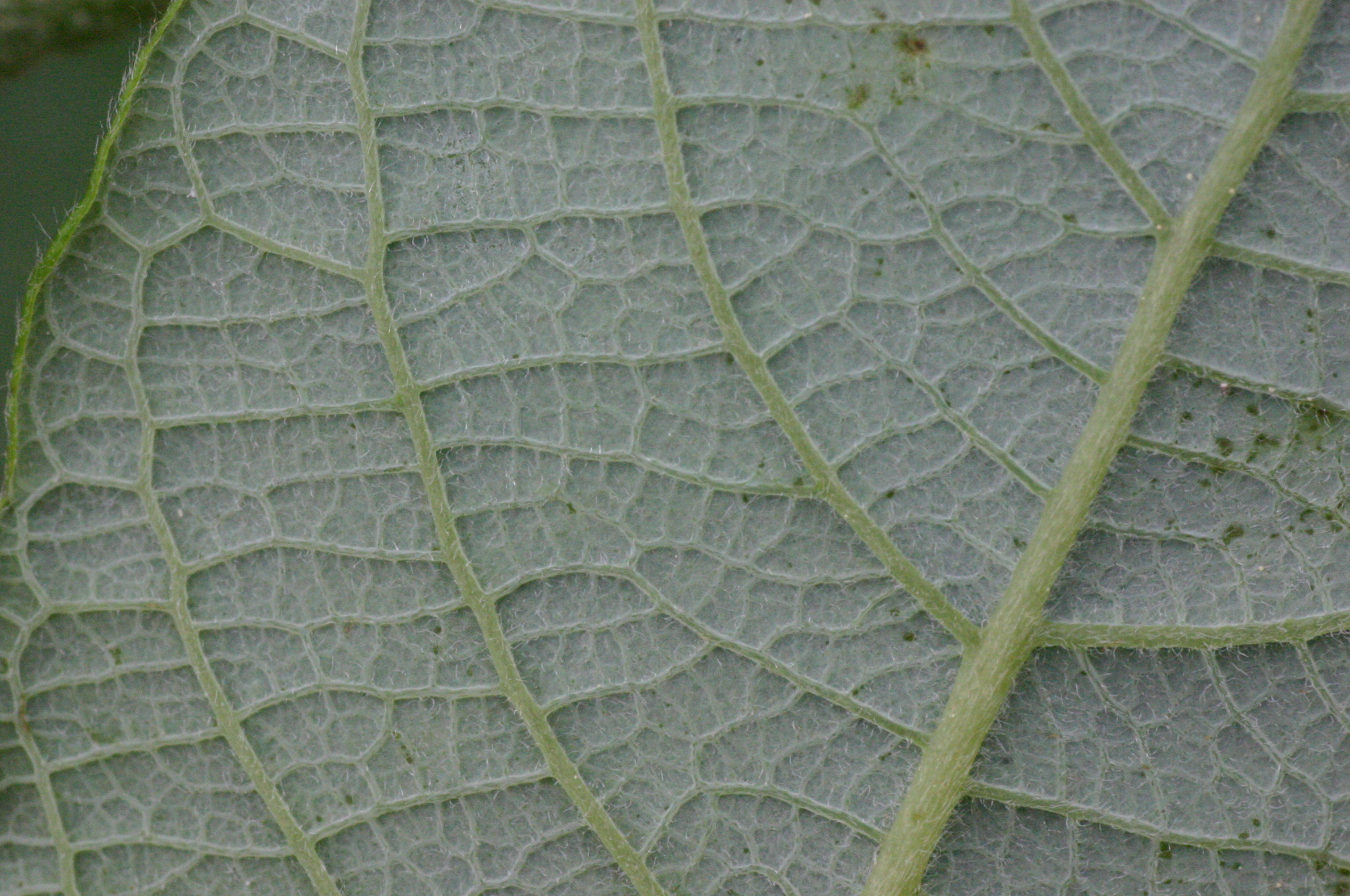
Blattunterseite

Die Großblättrige Weide ist ein 2 bis 6 Meter hoher Strauch oder Baum mit rundlicher Krone. Die Zweige sind graugrün, dunkelbraun oder rotbraun und zeigen undeutliche Streifen. Die Rinde junger dünner Zweige ist flaumig behaart und wird später jedoch mehr oder weniger kahl.
Die Laubblätter sind in Blattstiel und Blattspreite gegliedert. Der Blattstiel ist etwa 1 Zentimeter lang. Die einfache Blattspreite ist bei einer Länge von 4 bis 18 Zentimetern sowie einer Breite von 3 bis 5 Zentimetern verkehrt-eiförmig bis verkehrt-eiförmig-lanzettlich, zugespitzt und zur Basis hin allmählich verschmälert. Der Blattrand ist gekerbt bis gesägt. Die Blattoberseite ist sattgrün, runzelig und bis auf die Blattadern kahl, die Blattunterseite ist zerstreut behaart mit stark hervortretenden Blattadern. Es sind 12 bis 15 Nervenpaare vorhanden. Die Nebenblätter sind herz- oder nierenförmig.
Die Blüten sind in sitzenden oder bis zu 5 Millimeter lang gestielten, 2 bis 3 Zentimeter langen Kätzchen angeordnet. Je Einzelblüte werden zwei an der Basis behaarte Staubblätter gebildet. Der Fruchtknoten ist gestielt und dicht behaart mit einem deutlichen Griffel und geteilter Narbe. Die Tragblätter sind klein, weiß behaart, am Grund hell und zur Spitze hin dunkelbraun bis schwarz und lang gebärtet. Die Blütenkätzchen erscheinen von April und Mai kurz vor oder mit den Laubblättern.
Die Chromosomenzahl beträgt 2n = 38.

## Vorkommen
Das natürliche Verbreitungsgebiet der Großblättrigen Weide sind die Gebirge Mittel- und Osteuropas. Man findet sie auch in Frankreich, Italien und auf der Balkanhalbinsel. Dort wächst sie in Bergwäldern und alpinen Strauchregionen in Höhen bis zu 1900 Metern auf frischen bis feuchten, sauren bis neutralen, sandig-humosen, kiesigen oder felsigen, flachgründigen Böden an sonnigen bis absonnigen, sommerkühlen und winterkalten Standorten. Sie ist eine Charakterart des Salicetum appendiculatae aus dem Verband Adenostylion.
In den Allgäuer Alpen steigt sie in Vorarlberg beim Pellingerköpfle und zwischen Ifenhütte und Hahnenköpfle beim Hohen Ifen bis zu 2000 Metern Meereshöhe auf.

## Systematik
Die Großblättrige Weide (Salix appendiculata) ist eine Art aus der Gattung der Weiden (Salix) innerhalb der Familie der Weidengewächse (Salicaceae). Die Erstbeschreibung erfolgte 1789 durch Dominique Villars in seinem Werk Histoire Des Plantes de Dauphine. Ein Synonym für Salix appendiculata Vill. ist Salix grandifolia Ser.

## Verwendung
Die Großblättrige Weide wird sehr selten genutzt.

## Nachweise